# Ministre de la Justice et procureur général du Canada
Pour les articles homonymes, voir Ministre de la Justice.
Le ministre de la Justice (en anglais : Minister of Justice) est le ministre responsable du ministère de la Justice du Canada au sein du gouvernement fédéral, ainsi que le procureur général (en anglais : Attorney General).
Ce poste dans) le cabinet est normalement réservé a quelqu'un avec une formation dans le droit civil ou le Common law. Ce poste a souvent été occupé à travers les années par des individus qui sont devenus premiers ministres, y compris John Sparrow David Thompson, R.B. Bennett, Louis St-Laurent, Pierre Elliot Trudeau, John Turner, Jean Chrétien et Kim Campbell. Il est aussi la seule position au sein du cabinet à ne pas avoir été réorganisée depuis la Confédération canadienne en 1867.

## Liste des ministres

### Depuis 1911
| Ministre                                                        | Période                              | Premier ministre             |
| --------------------------------------------------------------- | ------------------------------------ | ---------------------------- |
| Charles Joseph Doherty                                          | 1911-1921                            | Robert Borden Arthur Meighen |
| Lomer Gouin                                                     | 29 décembre 1921 - 3 janvier 1924    | William Lyon Mackenzie King  |
| Ernest Lapointe (par intérim)                                   | 4 janvier 1924 - 29 janvier 1924     | William Lyon Mackenzie King  |
| Ernest Lapointe                                                 | 30 janvier 1924 - 28 juin 1926       | William Lyon Mackenzie King  |
| Hugh Guthrie (par intérim)                                      | 29 juin 1926 - 12 juillet 1926       | Arthur Meighen               |
| Ésioff-Léon Patenaude                                           | 13 juillet 1926 - 24 septembre 1926  | Arthur Meighen               |
| Ernest Lapointe (2e fois)                                       | 25 septembre 1926 - 6 août 1930      | William Lyon Mackenzie King  |
| Hugh Guthrie                                                    | 7 août 1930 - 11 août 1935           | Richard Bennett              |
| George Reginald Geary                                           | 14 août 1935 - 22 octobre 1935       | Richard Bennett              |
| Ernest Lapointe (3e fois)                                       | 23 octobre 1935 - 26 novembre 1941   | William Lyon Mackenzie King  |
| Joseph-Enoïl Michaud (par intérim)                              | 27 novembre 1941 - 9 décembre 1941   | William Lyon Mackenzie King  |
| Louis St-Laurent                                                | 10 décembre 1941 - 9 décembre 1946   | William Lyon Mackenzie King  |
| James Lorimer Ilsley                                            | 10 décembre 1946 - 30 juin 1948      | William Lyon Mackenzie King  |
| Louis St-Laurent (par intérim)                                  | 1er juillet 1948 - 9 septembre 1948  | William Lyon Mackenzie King  |
| Louis St-Laurent (2e fois)                                      | 10 septembre 1948 - 14 novembre 1948 | William Lyon Mackenzie King  |
| Stuart Sinclair Garson                                          | 15 novembre 1948 - 20 juin 1957      | Louis St-Laurent             |
| E. Davie Fulton                                                 | 21 juin 1957 - 8 août 1962           | John George Diefenbaker      |
| Donald Fleming                                                  | 9 août 1962 - 21 avril 1963          | John George Diefenbaker      |
| Lionel Chevrier                                                 | 22 avril 1963 - 2 février 1964       | Lester B. Pearson            |
| Guy Favreau                                                     | 3 février 1964 - 29 juin 1965        | Lester B. Pearson            |
| George McIlraith (par intérim)                                  | 30 juin 1965 - 6 juillet 1965        | Lester B. Pearson            |
| Lucien Cardin                                                   | 7 juillet 1965 - 3 avril 1967        | Lester B. Pearson            |
| Pierre Elliott Trudeau                                          | 4 avril 1967 - 19 avril 1968         | Lester B. Pearson            |
| Pierre Elliott Trudeau (en tant que premier ministre du Canada) | 20 avril 1968 - 5 juillet 1968       | Pierre Elliott Trudeau       |
| John Turner                                                     | 6 juillet 1968 - 27 janvier 1972     | Pierre Elliott Trudeau       |
| Otto Lang                                                       | 28 janvier 1972 - 25 septembre 1975  | Pierre Elliott Trudeau       |
| Ron Basford                                                     | 26 septembre 1975 - 2 août 1978      | Pierre Elliott Trudeau       |
| Otto Lang (par intérim)                                         | 3 août 1978 - 8 août 1978            | Pierre Elliott Trudeau       |
| Otto Lang (2de fois)                                            | 9 août 1978 - 23 novembre 1978       | Pierre Elliott Trudeau       |
| Marc Lalonde                                                    | 24 novembre 1978 - 3 juin 1979       | Pierre Elliott Trudeau       |
| Jacques Flynn                                                   | 4 juin 1979 - 2 mars 1980            | Joe Clark                    |
| Jean Chrétien                                                   | 3 mars 1980 - 9 septembre 1982       | Pierre Elliott Trudeau       |
| Mark MacGuigan                                                  | 10 septembre 1982 - 29 juin 1984     | Pierre Elliott Trudeau       |
| Donald Johnston                                                 | 30 juin 1984 - 16 septembre 1984     | John Turner                  |
| John Crosbie                                                    | 17 septembre 1984 - 29 juin 1986     | Brian Mulroney               |
| Ray Hnatyshyn                                                   | 30 juin 1986 - 7 décembre 1988       | Brian Mulroney               |
| Joe Clark (par intérim)                                         | 8 décembre 1988 - 29 janvier 1989    | Brian Mulroney               |
| Doug Lewis                                                      | 30 janvier 1989 - 22 février 1990    | Brian Mulroney               |
| Kim Campbell                                                    | 23 février 1990 - 3 janvier 1993     | Brian Mulroney               |
| Pierre Blais                                                    | 4 janvier 1993 - 24 juin 1993        | Brian Mulroney               |
| Pierre Blais (continué)                                         | 25 juin 1993 - 3 novembre 1993       | Kim Campbell                 |
| Allan Rock                                                      | 4 novembre 1993 - 10 juin 1997       | Jean Chrétien                |
| Anne McLellan                                                   | 11 juin 1997 - 14 janvier 2002       | Jean Chrétien                |
| Martin Cauchon                                                  | 15 janvier 2002 - 11 décembre 2003   | Jean Chrétien                |
| Irwin Cotler                                                    | 12 décembre 2003 - 6 février 2006    | Paul Martin                  |
| Vic Toews                                                       | 6 février 2006 - 3 janvier 2007      | Stephen Harper               |
| Rob Nicholson                                                   | 4 janvier 2007 - 15 juillet 2013     | Stephen Harper               |
| Peter MacKay                                                    | 15 juillet 2013 - 4 novembre 2015    | Stephen Harper               |
| Jody Wilson-Raybould                                            | 4 novembre 2015 - 14 janvier 2019    | Justin Trudeau               |
| David Lametti                                                   | 14 janvier 2019 - 26 juillet 2023    | Justin Trudeau               |
| Arif Virani                                                     | 26 juillet 2023 - 14 mars 2025       | Justin Trudeau               |
| Gary Anandasangaree                                             | 14 mars 2025 - 13 mai 2025           | Mark Carney                  |
| Sean Fraser                                                     | 13 mai 2025 - présent                | Mark Carney                  |